# Bulgaria ai V Giochi olimpici invernali
La Bulgaria partecipò ai V Giochi olimpici invernali, svoltisi a Sankt Moritz, Svizzera, dal 30 gennaio all'8 febbraio 1948, con una delegazione di 4 atleti impegnati in tre discipline.